# Euleptorhamphus velox
La agujeta voladora o escribano volador es la especie Euleptorhamphus velox, un pez marino de la familia hemirránfidos, distribuido por el océano Atlántico, en su costa este desde Cabo Verde y Sierra Leona hasta Nigeria, y en su costa oeste desde el norte de Estados Unidos, Antillas y golfo de México, por el mar Caribe hasta Brasil.

## Importancia para el hombre
Es pescado y comercializado en fresco en los mercados de la zona.

## Anatomía
Con el cuerpo largo y delgado de la familia, con la mandíbula inferior mucho más larga de la superior y muy afilada. Se ha descrito una captura de 61 cm, aunque su longitud máxima normal es de unos 35 cm.

## Hábitat y biología
Habitan las aguas marinas tropicales pelágicas, tanto cerca de la costa como alejado de ella en mar abierto.